# Seewen (Svitto)
Seewen (toponimo tedesco) è una frazione di 3 075 abitanti della città svizzera di Svitto, nel Canton Svitto (distretto di Svitto).